# Recopa d'Europa de futbol 1970-71
La Recopa d'Europa de futbol 1970-71 fou l'onzena edició de la Recopa d'Europa de futbol. La competició fou guanyada pel Chelsea FC a la final davant del Reial Madrid.

## Ronda preliminar
| Equip 1        | Global | Equip 2       | Anada | Tornada |
| -------------- | ------ | ------------- | ----- | ------- |
| Åtvidabergs FF | 1-3    | FK Partizani  | 1-1   | 0-2     |
| Bohemian       | 3-4    | TJ Gottwaldov | 1-2   | 2-2     |

## Primera ronda
| Equip 1             | Global  | Equip 2                     | Anada | Tornada |
| ------------------- | ------- | --------------------------- | ----- | ------- |
| Kickers Offenbach   | 2-3     | Club Brugge                 | 2-1   | 0-2     |
| IB Akureyri         | 1-14    | FC Zürich                   | 1-7   | 0-7     |
| CSKA Sofia          | 11-1    | FC Haka                     | 9-0   | 2-1     |
| Aris FC             | 2-6     | Chelsea F.C.                | 1-1   | 1-5     |
| Aberdeen FC         | 4-4 (p) | Budapest Honvéd FC          | 1-3   | 3-1(pr) |
| Manchester City FC  | 2(c)-2  | Linfield F.C.               | 1-0   | 1-2     |
| Göztepe             | 5-1     | US Luxemburg                | 5-0   | 0-1     |
| Aalborg BK          | 1-9     | Górnik Zabrze               | 0-1   | 1-8     |
| TJ Gottwaldov       | 2-2(c)  | PSV Eindhoven               | 2-1   | 0-1     |
| Karpaty Lvov        | 3-4     | Steaua Bucureşti            | 0-1   | 3-3     |
| Olimpija Ljubljana  | 2-9     | SL Benfica                  | 1-1   | 1-8     |
| Vorwärts Berlín     | 1(c)-1  | Bologna F.C. 1909           | 0-0   | 1-1     |
| Cardiff City FC     | 8-0     | Pezoporikós Ómilos Làrnakas | 8-0   | 0-0     |
| Strømsgodset I.F.   | 3-7     | FC Nantes Atlantique        | 0-5   | 3-2     |
| Hibernians FC       | 0-5     | Reial Madrid                | 0-0   | 0-5     |
| FC Wacker Innsbruck | 5-3     | FK Partizani                | 3-2   | 2-1     |

## Segona ronda
| Equip 1            | Global | Equip 2              | Anada | Tornada |
| ------------------ | ------ | -------------------- | ----- | ------- |
| Club Brugge        | 4-3    | FC Zürich            | 2-0   | 2-3     |
| CSKA Sofia         | 0-2    | Chelsea FC           | 0-1   | 0-1     |
| Budapest Honvéd FC | 0-3    | Manchester City FC   | 0-1   | 0-2     |
| Göztepe            | 0-4    | Górnik Zabrze        | 0-1   | 0-3     |
| PSV Eindhoven      | 7-0    | Steaua Bucureşti     | 4-0   | 3-0     |
| SL Benfica         | 2-2(p) | Vorwärts Berlín      | 2-0   | 0-2     |
| Cardiff City FC    | 7-2    | FC Nantes Atlantique | 5-1   | 2-1     |
| Reial Madrid       | 6-2    | FC Wacker Innsbruck  | 0-1   | 2-0     |

## Quarts de final
| Equip 1            | Global | Equip 2         | Anada | Tornada |
| ------------------ | ------ | --------------- | ----- | ------- |
| Club Brugge        | 2-4    | Chelsea FC      | 2-0   | 0-4(pr) |
| Manchester City FC | 2-2¹   | Górnik Zabrze   | 2-0   | 0-2(pr) |
| PSV Eindhoven      | 2-1    | Vorwärts Berlín | 2-0   | 0-1     |
| Cardiff City FC    | 1-2    | Reial Madrid    | 1-0   | 0-2     |

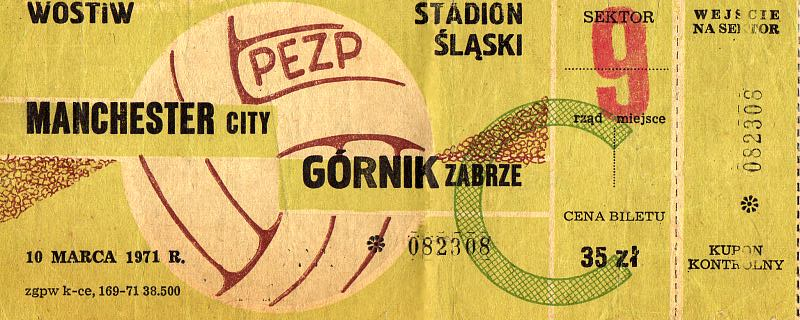
Entrada del partit Manchester City-Górnik Zabrze a Chorzów

¹El Manchester City es classificà en el partit de desempat en vèncer per 3-1.

## Semifinals
| Equip 1       | Global | Equip 2            | Anada | Tornada |
| ------------- | ------ | ------------------ | ----- | ------- |
| Chelsea FC    | 2-0    | Manchester City FC | 1-0   | 1-0     |
| PSV Eindhoven | 1-2    | Reial Madrid       | 0-0   | 1-2     |

## Final
| Chelsea FC | 1 – 1 | Reial Madrid |
| ---------- | ----- | ------------ |
| Osgood 56' |       | Zoco 90'     |

### Repetició
La repetició es disputà a l'estadi Geórgios Karaiskakis del Atene, Grècia el 21 de maig de 1971.
| Chelsea FC                    | 2 – 1 | Reial Madrid |
| ----------------------------- | ----- | ------------ |
| Osgood 33' · John Dempsey 39' |       | Fleitas 75'  |

| Guanyador de la Recopa d'Europa 1970-71 |
| --------------------------------------- |
| Chelsea F.C. Primer títol               |